# Wilhelm Rupprecht (Glasmaler)
Wilhelm Rupprecht (* 15. Mai 1886 in Stadtprozelten; † 31. Juli 1963 in Fürstenfeldbruck) war ein deutscher Maler und Glasmaler.

## Leben
Wilhelm Rupprecht, Sohn eines Notars aus Rosenheim, studierte bis 1919 Kunstgeschichte in München und bildete sich anschließend im Selbststudium zum Glasmaler fort. Zum Sommersemester 1929 wurde Wilhelm Rupprecht von Rudolf Schwarz als Lehrer der Textilklasse an die renommierte Kunstgewerbeschule Aachen berufen und betätigte sich in dieser Zeit als Maler, Glasmaler sowie als Entwerfer für liturgische Gewänder. Nach der 1934 erfolgten Auflösung der Kunstgewerbeschule durch die Nationalsozialisten widmete er sich als freischaffender Künstler schwerpunktmäßig der Glasmalerei.
Wichtige Beispiele seines Schaffens befinden sich in der Fronleichnamskirche Aachen, in der Engelbertuskapelle des Kölner Doms sowie in der Klosterkirche Abtei Maria Laach. 1952 ehrte ihn die Gesellschaft für christliche Kunst mit einer Sonderausstellung in München.